# Чипресса
Чипресса (італ. Cipressa, ліг. Çipressa) — муніципалітет в Італії, у регіоні Лігурія,  провінція Імперія.
Чипресса розташована на відстані близько 430 км на північний захід від Рима, 105 км на південний захід від Генуї, 9 км на південний захід від Імперії.

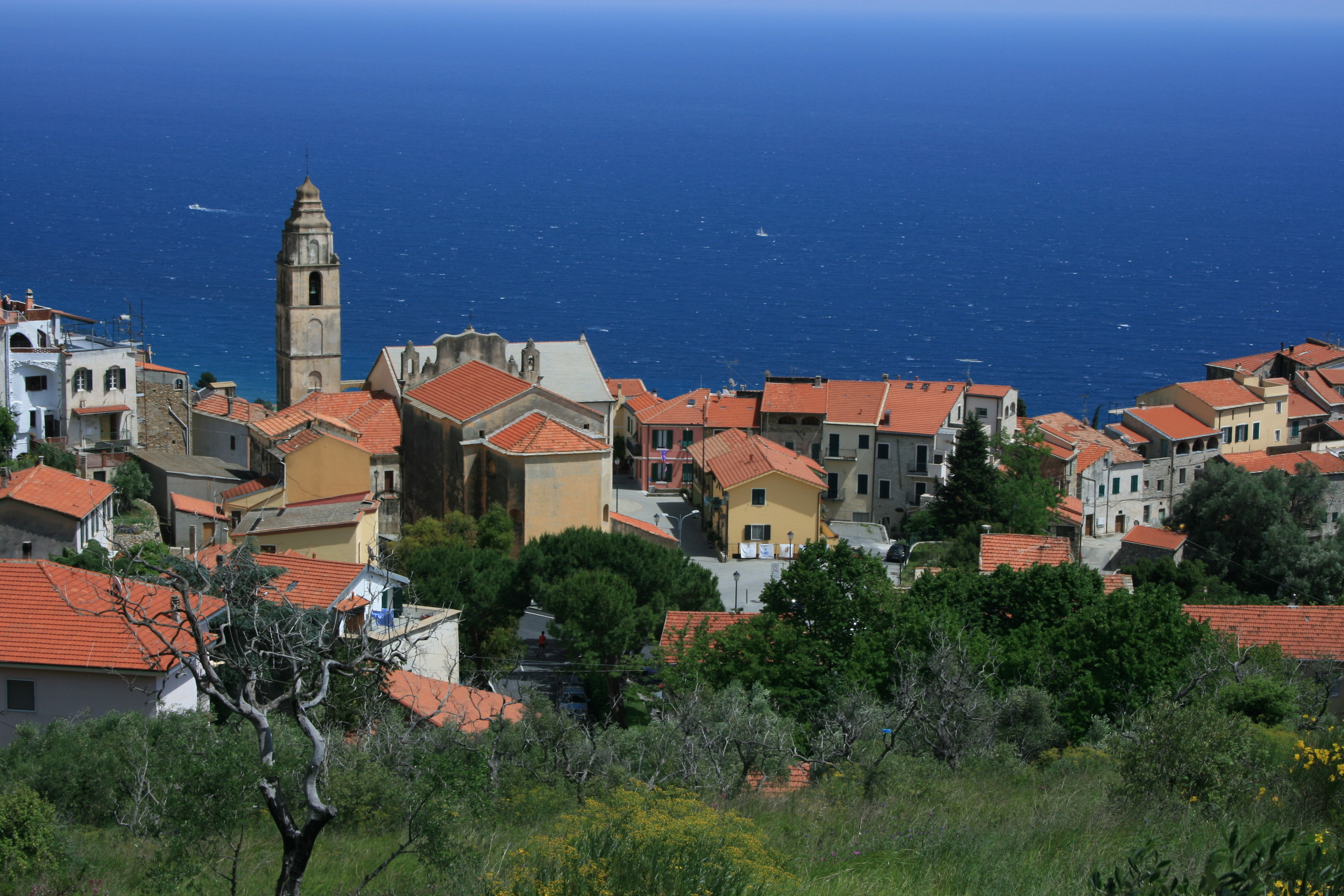

Населення — 1276 осіб (2014).

## Демографія
Населення за роками:

Станом на 1 січня 2023 року в муніципалітеті офіційно проживало 111 іноземців з 21 країни, серед них 52 громадяни країн Євросоюзу та 2 громадяни України.

## Сусідні муніципалітети
- Чивецца
- Костарайнера
- П'єтрабруна
- Помпеяна
- Сан-Лоренцо-аль-Маре
- Санто-Стефано-аль-Маре
- Терцоріо